# Алгоритм Лианга — Барски
Алгоритм Лианга — Барски — алгоритм, используемый в компьютерной графике для отсечения отрезков в некоторой прямоугольной области. Был разработан Лян Юдуном и Брайаном Барски в 1984 году и усовершенствован в 1992 году.
Данный алгоритм использует параметрическое представление линии и неравенства для определения того, какая часть отрезка попадает в заданную прямоугольную область.

## Описание алгоритма
Рассмотрим обычную параметрическую форму отрезка:
{\displaystyle {x=x_{0}+t(x_{1}-x_{0})=x_{0}+t\Delta x,\ t\in \left[0,1\right],}}
{\displaystyle {y=y_{0}+t(y_{1}-y_{0})=y_{0}+t\Delta y,\ t\in \left[0,1\right].}}
Удлиняя диапазон {\displaystyle t} до {\displaystyle \left(-\infty ,+\infty \right)}, получаем прямую, содержащую искомый отрезок.
Точка линии находится в окне, если:
{\displaystyle {x_{\text{min}}\leqslant x_{0}+t\Delta x\leqslant x_{\text{max}},}}
{\displaystyle {y_{\text{min}}\leqslant y_{0}+t\Delta y\leqslant y_{\text{max}}.}}
Разбивая каждое из неравенств на два, получаем неравенства для четырёх сторон окна:
{\displaystyle {tp_{i}\leqslant q_{i},\quad i=1,2,3,4,},}
где
{\displaystyle {\begin{aligned}p_{1}&=-\Delta x,&q_{1}&=x_{0}-x_{\text{min}},\end{aligned}}} (левая граница окна)
{\displaystyle {\begin{aligned}p_{2}&=\Delta x,&q_{2}&=x_{\text{max}}-x_{0},\end{aligned}}} (правая граница окна)
{\displaystyle {\begin{aligned}p_{3}&=-\Delta y,&q_{3}&=y_{0}-y_{\text{min}},\end{aligned}}} (верхняя граница окна)
{\displaystyle {\begin{aligned}p_{4}&=\Delta y,&q_{4}&=y_{\text{max}}-y_{0}.\end{aligned}}} (нижняя граница окна)
Правила для вычисления отсечённого отрезка:
1. Для линии, параллельной границе окна, {\displaystyle {p_{i}=0}} для неравенства этой границы.
2. Если для данного {\displaystyle {i}}, {\displaystyle {q_{i}<0}}, то линия находится вне рассматриваемой области и не должна быть изображена.
3. Если {\displaystyle {p_{i}<0}}, то линия ориентирована с невидимой части области на видимую, и, если {\displaystyle {p_{i}>0}}, то линия ориентирована с видимой части области в невидимую.
4. Для ненулевого {\displaystyle {p_{i}}}, {\displaystyle {u={\frac {q_{i}}{p_{i}}}}} даёт точку пересечения границы и искомой линии.
5. Для каждой границы вычисляем {\displaystyle {u_{1}}} и {\displaystyle {u_{2}}}.
  1. Для {\displaystyle {u_{1}}}, отбираем те границы, в которых {\displaystyle {p_{i}<0}} (то есть ориентирована с невидимой части области на видимую). Выбираем {\displaystyle {u_{1}}} как наибольшее из {\displaystyle {\{0,{\frac {q_{i}}{p_{i}}}\}}}.
  2. Для {\displaystyle {u_{2}}}, отбираем те границы, в которых {\displaystyle {p_{i}>0}} (то есть линия ориентирована с видимой части области в невидимую). Выбираем {\displaystyle {u_{2}}} как наименьшее из {\displaystyle {\{1,{\frac {q_{i}}{p_{i}}}\}}}.
  3. Если {\displaystyle {u_{1}>u_{2}}}, то линия находится вне рассматриваемой области и не должна быть изображена.

## Реализация на языке C++
Ниже представлена реализация алгоритма на языке C++ с использованием библиотеки winbgim:
```
// Алгоритм Лианга-Барски отсечения отрезка

#include
<iostream>

#include
<math.h>

#include
<graphics.h>

using
 
namespace
 
std
;

// Функция, возвращающая максимум в массиве

float
 
maxi
(
const
 
float
 
arr
[],
 
int
 
n
)
 
{

    
float
 
m
 
=
 
0
;

    
for
 
(
int
 
i
 
=
 
0
;
 
i
 
<
 
n
;
 
++
i
)

        
if
 
(
m
 
<
 
arr
[
i
])

            
m
 
=
 
arr
[
i
];

    
return
 
m
;

}

// Функция, возвращающая минимум в массиве

float
 
mini
(
const
 
float
 
arr
[],
 
int
 
n
)
 
{

    
float
 
m
 
=
 
1
;

    
for
 
(
int
 
i
 
=
 
0
;
 
i
 
<
 
n
;
 
++
i
)

        
if
 
(
m
 
>
 
arr
[
i
])

            
m
 
=
 
arr
[
i
];

    
return
 
m
;

}

void
 
liang_barsky_clipper
(
float
 
xmin
,
 
float
 
ymin
,
 
float
 
xmax
,
 
float
 
ymax
,

                          
float
 
x1
,
 
float
 
y1
,
 
float
 
x2
,
 
float
 
y2
)
 
{

    
// Объявление переменных

    
float
 
p1
 
=
 
-
(
x2
 
-
 
x1
);

    
float
 
p2
 
=
 
-
p1
;

    
float
 
p3
 
=
 
-
(
y2
 
-
 
y1
);

    
float
 
p4
 
=
 
-
p3
;

    
float
 
q1
 
=
 
x1
 
-
 
xmin
;

    
float
 
q2
 
=
 
xmax
 
-
 
x1
;

    
float
 
q3
 
=
 
y1
 
-
 
ymin
;

    
float
 
q4
 
=
 
ymax
 
-
 
y1
;

    
float
 
posarr
[
5
],
 
negarr
[
5
];

    
int
 
posind
 
=
 
1
,
 
negind
 
=
 
1
;

    
posarr
[
0
]
 
=
 
1
;

    
negarr
[
0
]
 
=
 
0
;

    
rectangle
(
int
(
round
(
xmin
)),
 
int
(
round
(
467
 
-
 
ymin
)),
 
int
(
round
(
xmax
)),

              
int
(
round
(
467
 
-
 
ymax
)));
 
// Рисование отсекающего окна

    
if
 
((
p1
 
==
 
0
 
&&
 
q1
 
<
 
0
)
 
||
 
(
p3
 
==
 
0
 
&&
 
q3
 
<
 
0
))
 
{

        
outtextxy
(
80
,
 
80
,
 
"Line is parallel to clipping window!"
);

        
return
;

    
}

    
if
 
(
p1
 
!=
 
0
)
 
{

        
float
 
r1
 
=
 
q1
 
/
 
p1
;

        
float
 
r2
 
=
 
q2
 
/
 
p2
;

        
if
 
(
p1
 
<
 
0
)
 
{

            
negarr
[
negind
++
]
 
=
 
r1
;
 
// При отрицательном p1, добавляем r1 к отрицательному массиву

            
posarr
[
posind
++
]
 
=
 
r2
;
 
// и добавляем r2 к положительному массиву

        
}
 
else
 
{

            
negarr
[
negind
++
]
 
=
 
r2
;

            
posarr
[
posind
++
]
 
=
 
r1
;

        
}

    
}

    
if
 
(
p3
 
!=
 
0
)
 
{

        
float
 
r3
 
=
 
q3
 
/
 
p3
;

        
float
 
r4
 
=
 
q4
 
/
 
p4
;

        
if
 
(
p3
 
<
 
0
)
 
{

            
negarr
[
negind
++
]
 
=
 
r3
;

            
posarr
[
posind
++
]
 
=
 
r4
;

        
}
 
else
 
{

            
negarr
[
negind
++
]
 
=
 
r4
;

            
posarr
[
posind
++
]
 
=
 
r3
;

        
}

    
}

    
float
 
xn1
,
 
yn1
,
 
xn2
,
 
yn2
;

    
float
 
rn1
,
 
rn2
;

    
rn1
 
=
 
maxi
(
negarr
,
 
negind
);
 
// Максимум отрицательного массива

    
rn2
 
=
 
mini
(
posarr
,
 
posind
);
 
// Минимум положительного массива

    
if
 
(
rn1
 
>
 
rn2
)
 
{
 
// Отклоняем

        
outtextxy
(
80
,
 
80
,
 
"Line is outside the clipping window!"
);

        
return
;

    
}

    
xn1
 
=
 
x1
 
+
 
p2
 
*
 
rn1
;

    
yn1
 
=
 
y1
 
+
 
p4
 
*
 
rn1
;
 
// Вычисляем новые точки

    
xn2
 
=
 
x1
 
+
 
p2
 
*
 
rn2
;

    
yn2
 
=
 
y1
 
+
 
p4
 
*
 
rn2
;

    
setcolor
(
CYAN
);

    
line
(
int
(
round
(
xn1
)),
 
int
(
round
(
467
 
-
 
yn1
)),
 
int
(
round
(
xn2
)),
 
int
(
round
(
467
 
-
 
yn2
)));
 
// Рисование новой линии

    
setlinestyle
(
1
,
 
1
,
 
0
);

    
line
(
int
(
round
(
x1
)),
 
int
(
round
(
467
 
-
 
y1
)),
 
int
(
round
(
xn1
)),
 
int
(
round
(
467
 
-
 
yn1
)));

    
line
(
int
(
round
(
x2
)),
 
int
(
round
(
467
 
-
 
y2
)),
 
int
(
round
(
xn2
)),
 
int
(
round
(
467
 
-
 
yn2
)));

}

int
 
main
()
 
{

    
cout
 
<<
 
"
\n
Liang-Barsky line clipping"
;

    
cout
 
<<
 
"
\n
The system window outlay is: (0,0) at bottom left and (631, 467) at top right"
;

    
cout
 
<<
 
"
\n
Enter the co-ordinates of the window(wxmin, wxmax, wymin, wymax):"
;

    
float
 
xmin
,
 
xmax
,
 
ymin
,
 
ymax
;

    
cin
 
>>
 
xmin
 
>>
 
ymin
 
>>
 
xmax
 
>>
 
ymax
;

    
cout
 
<<
 
"
\n
Enter the end points of the line (x1, y1) and (x2, y2):"
;

    
float
 
x1
,
 
y1
,
 
x2
,
 
y2
;

    
cin
 
>>
 
x1
 
>>
 
y1
 
>>
 
x2
 
>>
 
y2
;

    
int
 
gd
 
=
 
DETECT
,
 
gm
;

    
// Инициализация графического режима

    
initgraph
(
&
gd
,
 
&
gm
,
 
""
);

    
liang_barsky_clipper
(
xmin
,
 
ymin
,
 
xmax
,
 
ymax
,
 
x1
,
 
y1
,
 
x2
,
 
y2
);

    
getch
();

    
closegraph
();

}

```

## Другие алгоритмы отсечения отрезков
- Алгоритм Кируса — Бека
- Алгоритм Коэна — Сазерленда
- Быстрое отсечение[англ.]
- Алгоритм Николл — Ли — Николла[англ.]